# Stationery Stores FC
Stationery Stores Football Club – nigeryjski klub piłkarski grający w niegdyś w nigeryjskiej pierwszej lidze, mający siedzibę w mieście Lagos.

## Sukcesy
- Premier League[1]:
  - mistrzostwo (1): 1992

- Puchar Nigerii[2]:
  - zwycięstwo (4): 1967, 1968, 1982, 1990
  - finalista (4): 1980, 1992

- Puchar Zdobywców Pucharów[3]:
  - finalista (1): 1981

## Występy w afrykańskich pucharach
| Sezon | Rozgrywki                 | Runda       | Kraj                         | Klub                     | Dom | Wyjazd | Dwumecz      |
| ----- | ------------------------- | ----------- | ---------------------------- | ------------------------ | --- | ------ | ------------ |
| 1968  | Puchar Mistrzów           | 1           | Ghana                        | Cape Coast Ebusua Dwarfs | 3–2 | 1–2    | 4–4          |
| 1968  | Puchar Mistrzów           | ćwierćfinał | Maroko                       | FAR Rabat                | 2–1 | 0–1    | 3–3          |
| 1970  | Puchar Mistrzów           | 1           | Benin                        | Forces Armées            | 3–1 | 3–2    | 6–3          |
| 1970  | Puchar Mistrzów           | 2           | Ghana                        | Asante Kotoko SC         | 3–2 | 0–1    | 3–3          |
| 1981  | Puchar Zdobywców Pucharów | 1           | Libia                        | Al-Ahly Benghazi         | 1–0 | 0–1    | 1–1 (k. 5–4) |
| 1981  | Puchar Zdobywców Pucharów | 2           | Zimbabwe                     | CAPS United              | 1–0 | 0–1    | 1–1 (k. 3–1) |
| 1981  | Puchar Zdobywców Pucharów | ćwierćfinał | Gwinea                       | Gbessia AC               | 3–0 | 1–0    | 4–1          |
| 1981  | Puchar Zdobywców Pucharów | półfinał    | Mali                         | Djoliba AC               | 0–0 | 1–0    | 1–0          |
| 1981  | Puchar Zdobywców Pucharów | finał       | Kamerun                      | Union Duala              | 1–2 | 0–0    | 1–2          |
| 1983  | Puchar Zdobywców Pucharów | 1           | Gabon                        | CAP Owendo               | 0–0 | 1–0    | 1–0          |
| 1983  | Puchar Zdobywców Pucharów | 2           | Wybrzeże Kości Słoniowej     | ASEC Mimosas             | –   | –      | –            |
| 1991  | Puchar Zdobywców Pucharów | 1           | Gabon                        | Shellsport FC            | 1–1 | 0–2    | 1–3          |
| 1993  | Puchar Mistrzów           | 1           | Republika Środkowoafrykańska | TP USCA Bangui           | 2–2 | 3–1    | 5–3          |
| 1993  | Puchar Mistrzów           | 2           | Maroko                       | Wydad Casablanca         | 4–1 | 1–3    | 5–4          |
| 1993  | Puchar Mistrzów           | ćwierćfinał | Gabon                        | AS Sogara                | 1–0 | 2–3    | 3–3          |
| 1993  | Puchar Mistrzów           | półfinał    | Egipt                        | Zamalek SC               | 1–0 | 1–3    | 2–3          |

## Stadion
Domowe mecze klub rozgrywa na stadionie o nazwie Mobolaji Johnson Arena w Lagos, który może pomieścić 10 000 widzów.

## Reprezentanci kraju grający w klubie od 1990 roku
Stan na styczeń 2023.
| - Felix Ademola - Ganiyu Ajide - Julius Akpele - Ajibade Babalade - Teslim Fatusi - Sunday Ilevbare | - Precious Monye - Abiodun Obafemi - Ike Shorunmu - Abdul Sule - Arthur Moses |